# CEATSA
Centro de Ensayos de Alta Tecnología Sociedad Anónima, más conocida como CEATSA, es una empresa argentina de alta tecnología que provee ensayos ambientales y pruebas de ingeniería a las industrias aeroespacial, agropecuaria, automotriz, electrónica, energética y defensa. Es de propiedad conjunta de la empresa estatal de telecomunicaciones ARSAT (en un 80%) y de INVAP (en un 20%).

## Historia
En la década de los 90, Argentina reinició su programa espacial con la serie "SAC" (Satélites de Aplicaciones Científicas). Esta serie de satélites, fueron fabricados principalmente por la empresa INVAP, quienes estaban incursionando por primera vez en el sector aeroespacial, debido a esto, la empresa no poseía toda la infraestructura necesaria para realizar el proyecto completamente de manera local, más notablemente, las instalaciones para realizar ensayos ambientales al satélite previo a su lanzamiento. Debido a esto, la empresa y la CONAE firmaron un acuerdo con el Instituto Nacional de Investigación Espacial del Brasil para realizar los ensayos en sus instalaciones y verificar la validez de vuelo de los satélites.
Con el crecimiento del programa espacial argentino por parte de la CONAE, los costes de transporte hacia las instalaciones en Brasil se fueron elevando, sumado a que las instalaciones brasileras eran pequeñas para realizar los ensayos de los futuros satélites ARSAT, se decidió obtener la infraestructura para realizar el proyecto de manera local, ya que tenía más sentido desde el punto de vista económico. Finalmente, en septiembre de 2010, se fundó la empresa Centro de Ensayos de Alta Tecnología Sociedad Anónima como parte de un acuerdo entre ARSAT e INVAP, iniciando sus operaciones en diciembre de 2012, aunque fue inaugurado formalmente el 27 de septiembre de 2013.
La empresa realizó los ensayos de los satélites ARSAT-1, ARSAT-2 y SAOCOM 1A. También realizó ensayos mecánicos de la antena radar del ARA Almirante Irízar.
Se estima que la inversión de la empresa fue de 40 millones de dólares estadounidenses.

## Laboratorios de ensayo
- Cámara Termo Vacío[15]
- Sistema de ensayos de vibración[16]
- Sistema de ensayo acústico[17]
- Sistema de medición de propiedades de masa[18]
- Escáner horizontal plano[19]
- Cámara anecoica[19]